# Сальма (Сирія)
Сальма (араб. سلمى) - селище на північному заході Сирії, розташоване на території мухафази Латакія. Входить до складу району Аль-Хаффа. Чисельність населення у 2004 році становила 2131 мешканців.